# Webgenio
Webgenio es un marcador social de enlaces favoritos en español que te permite guardar las direcciones de las páginas que visitas frecuentemente y consultarlas desde cualquier ordenador conectado a Internet sin necesidad de recordarlas.
Empezó a funcionar como buscador en español en el año 2001 y ya a finales del 2003 ofrecía un servicio para que los usuarios guardaran sus enlaces favoritos para que pudieran acceder a ellos desde cualquier ordenador con acceso a Internet (el mismo año que comenzó a funcionar el popular Delicious), aunque el proyecto quedó semi abandonado durante dos años y no se reanudó hasta dos años después.